# Huaxiagnathus
Il Huaxiagnato (Huaxiagnathus) è un genere di teropode carnivoro vissuto in Cina durante il Cretaceo inferiore (Aptiano - Maastrichtiano). Ed inoltre è anche un lontano parente stretto dello Sinosauropteryx, lungo circa 1,8 metri (5,9 piedi). Il suo nome Huaxiagnathus deriva dal cinese Hua Xia ,華夏, una parola tradizionale, e dal greco gnathos, che significa "mascella".

## Descrizione

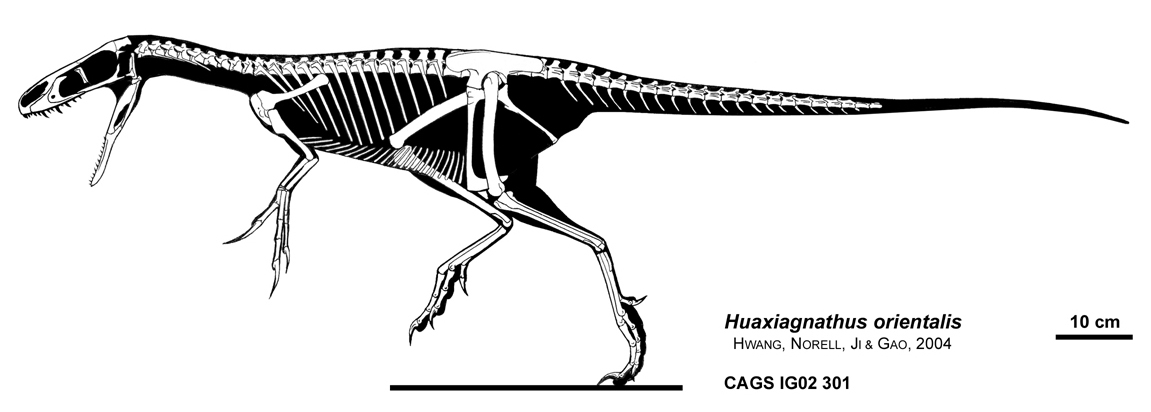
Ricostruzione dello scheletro in posizione di vita

Un esemplare di questa specie è stato rinvenuto nella formazione Yixian (risalenti all'Aptiano) a Dabangou Village, un'area Tetraena, nei pressi della parte occidentale di Liaoning . Egli è costituito da uno scheletro sostanzialmente completo, ma con la mancanza dell'estremità della coda, conservato su cinque grandi lastre. Nel suo stomaco sono state trovate delle ossa parzialmente digerite di un vertebrato non identificato. Recenti analisi cladistiche indicano che lo  Huaxiagnato sia un genere non molto specialista ma ben noto nella famiglia dei compsognathidae, come indicano alcune tac sui suoi avambracci per niente affatto sviluppati.

## Dieta
Nello stesso modo in cui il fossile di Compsognathus che contiene i resti della lucertola Bavarisaurus, un fossile di questo piccolo dinosauro presenta un animale nello stomaco non ancora identificato. Probabilmente il piccolo animale avvelenò il dinosauro piumato che lo aveva mangiato, uccidendolo.